# Yohannan Yoseph
Yohannan Yoseph – duchowny Asyryjskiego Kościoła Wschodu, od 2010 biskup Indii. Sakrę otrzymał 17 stycznia 2010 roku. Członek Świętego Synodu.